# Великое Устье
Вели́кое У́стье (укр. Велике Устя) — село в Сосницком районе Черниговской области Украины. Население 522 человека. Занимает площадь 1,53 км².
Код КОАТУУ: 7424981501. Почтовый индекс: 16154. Телефонный код: +380 4655.

## Известные уроженцы
- Авраменко, Василий Степанович (1892—1922) — революционер, активный борец за установление Советской власти на Дальнем Востоке.

## Власть
Орган местного самоуправления — Великоустьевский сельский совет. Почтовый адрес: 16154, Черниговская обл., Сосницкий р-н, с. Великое Устье, ул. Довженко, 34.